# اس‌اس سانتا رزا (۱۹۱۶)
اس‌اس سانتا رزا (۱۹۱۶) (به انگلیسی: SS Santa Rosa (1916)) یک کشتی بود که طول آن ۴۱۷٫۵ فوت (۱۲۷ متر) بود. این کشتی در سال ۱۹۱۶ ساخته شد.